# Rhynchopyga hymenopteridia
Rhynchopyga hymenopteridia là một loài bướm đêm thuộc phân họ Arctiinae, họ Erebidae.